# Frihetens värden
Frihetens värden, Frihetens värden: den europeiska utmaningen, är en bok från 2006 av den moderate politikern och europaparlamentarikern Gunnar Hökmark.

## Innehåll
I boken säger sig Hökmark vilja "beskriva den politik Europa behöver för att möta denna nya tid". Detta skall enligt boken göras med hjälp av reformer för ett öppnare och friare Europa. Hökmark har även ett nyhetsbrev med samma namn.